# Laguna Verde (Neuquén)
Pour les articles homonymes, voir Laguna Verde.
La laguna Verde (Lagune Verte) est un petit lac d'Argentine d'origine glaciaire situé dans le département de Huilliches de la province de Neuquén, en Patagonie.

## Géographie
Le lac est de type glaciaire et occupe la partie ouest d'une étroite vallée perpendiculaire à la cordillère des Andes, la partie orientale de celle-ci étant occupée par le lac Curruhué. Il s'étend d'est en ouest sur une longueur de 1,3 kilomètre.
Sa rive sud-ouest est occupée par une ancienne coulée de lave due à une importante éruption du volcan Achen Ñiyeu qui a littéralement écrasé la partie ouest de la lagune en y pénétrant profondément. Ce volcan se trouve à quelque 4 km au sud-ouest de la laguna Verde, et cette éruption a également profondément marqué la rive sud du lac Epulafquen situé an nord-ouest de la laguna Verde.
La laguna Verde se trouve entièrement au sein du parc national Lanín. 

## Tributaire et émissaire
Son émissaire, le río Verde est également son principal tributaire. Il débouche à son extrémité orientale, lui apportant les eaux du lac Curruhué, distant de seulement 700 mètres. Le río Verde quitte la lagune au niveau de sa rive occidentale en direction de la lagune del Oro puis du lac Epulafquen.

## La forêt
Le lac Curruhué est entouré d'une dense et belle forêt andino-patagonique. Celle-ci affiche un bon état de conservation. 
L'accès au lac étant difficile, la zone est peu visitée, ce qui contribue à la protection du milieu naturel. 